# Austria en la Copa Mundial de Fútbol de 1954
Austria es una de las selecciones participantes en la Copa Mundial de Fútbol de Suiza 1954, la que es su segunda participación en un mundial.

## Clasificación

### Grupo 5
Originalmente Austria iba a enfrentar en una triangular a Dinamarca y Portugal para definir a un clasificado, pero Dinamarca abandonó el torneo, por lo que enfrentó en una serie a dos partidos a Portugal.
| Equipo 1 | Agr. | Equipo 2 | Ida | Vuelta |
| -------- | ---- | -------- | --- | ------ |
| Austria  | 9–1  | Portugal | 9–1 | 0–0    |

## Jugadores
Estos fueron los 22 jugadores convocados para el torneo:

## Resultados
Austria terminó en tercer lugar.

### Grupo 3
| País           | J | G | E | P | GF | GC | PTS |
| -------------- | - | - | - | - | -- | -- | --- |
| Uruguay        | 2 | 2 | 0 | 0 | 9  | 0  | 4   |
| Austria        | 2 | 2 | 0 | 0 | 6  | 0  | 4   |
| Checoslovaquia | 2 | 0 | 0 | 2 | 0  | 7  | 0   |
| Escocia        | 2 | 0 | 0 | 2 | 0  | 8  | 0   |

| 16 de junio de 1954 | Austria    | 1-0     | Escocia | Hardturm Stadium, Zürich                                    |                                                             |
|                     | Probst 33' | Reporte |         | Asistencia: 25 000 espectadores Árbitro(s): Laurent Franken | Asistencia: 25 000 espectadores Árbitro(s): Laurent Franken |

| 19 de junio de 1954 | Austria                              | 5-0     | Checoslovaquia | Hardturm Stadium, Zürich                                    |                                                             |
|                     | Stojaspal 3' 65' · Probst 4' 21' 24' | Reporte |                | Asistencia: 26 000 espectadores Árbitro(s): Vasa Stefanovic | Asistencia: 26 000 espectadores Árbitro(s): Vasa Stefanovic |

### Cuartos de final
| 26 de junio de 1954 | Austria                                                          | 7-5     | Suiza                               | Stade Olympique de la Pontaise, Lausanne                      |                                                               |
|                     | Wagner 25' 27' 53' · A. Körner 26' 34' · Ocwirk 32' · Probst 76' | Reporte | Ballaman 16' 39' · Hügi 17' 19' 60' | Asistencia: 35 000 espectadores Árbitro(s): Charlie Faultless | Asistencia: 35 000 espectadores Árbitro(s): Charlie Faultless |

### Semifinales
| 30 de junio de 1954 | Alemania Federal                                                                | 6-1     | Austria    | St. Jakob Stadium, Basel                                       |                                                                |
|                     | Schäfer 31' · Morlock 47' · F. Walter 54' (pen.) 64' (pen.) · O. Walter 61' 89' | Reporte | Probst 51' | Asistencia: 58 000 espectadores Árbitro(s): Vincenzo Orlandini | Asistencia: 58 000 espectadores Árbitro(s): Vincenzo Orlandini |

### Tercer lugar
| 3 de julio de 1954 | Austria                                             | 3-1     | Uruguay     | Hardturm Stadium, Zürich                                    |                                                             |
|                    | Stojaspal 16' (pen.) · Cruz 59' (a.g.) · Ocwirk 79' | Reporte | Hohberg 22' | Asistencia: 32 000 espectadores Árbitro(s): Raymon Wyssling | Asistencia: 32 000 espectadores Árbitro(s): Raymon Wyssling |